# Sigfrid Riedel

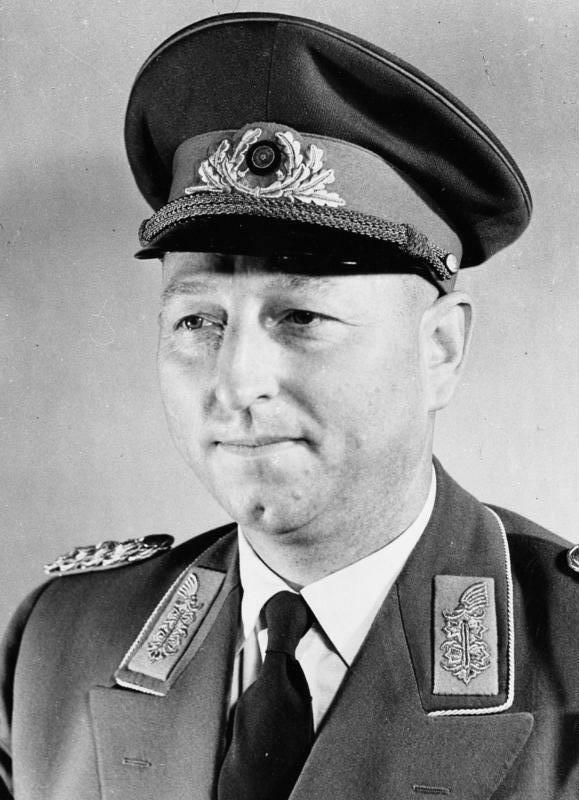
Sigfried Riedel (1961)

Sigfrid Riedel (* 3. September 1918 in Neuwelt; † 4. Mai 2018) war ein General der NVA und Chef des Hauptstabes.

## Leben
Der Sohn eines Metallarbeiters erlernte nach dem Besuch der Volksschule, des Reformrealgymnasiums im Entstehen in Schwarzenberg und der Handelsschule den Beruf eines Handlungsgehilfen. Riedel kam schon frühzeitig mit Politik in Berührung. Er war von 1929 bis 1933 Mitglied bei den Roten Pionieren und im KJVD. Nach seiner Lehre war Riedel von 1938 bis 1939 beim RAD. Mit Ausbruch des Zweiten Weltkrieges diente Riedel in der Wehrmacht, zuletzt als Feldwebel. Er geriet 1945 in amerikanische Gefangenschaft.
Nach der Entlassung aus der Gefangenschaft trat Riedel 1945 der KPD und 1946 der SED bei und arbeitete bis zu seinem Eintritt in die bewaffneten Organe (Deutsche Volkspolizei) am 1. März 1947 als Leiter des Arbeitsamtes in Schwarzenberg. Er diente bis 1949 als Personalleiter beim VPKA (Volkspolizeikreisamt) Aue. Dieser Tätigkeit schloss sich ein Sonderlehrgang in der UdSSR an. Nach seiner Rückkehr diente Riedel von 1950 bis 1952 als Stabschef in der VP-Dienststelle Leipzig II. Danach ging er nach Pasewalk, wo er Stabschef der Territorialen Verwaltung der KVP wurde. Von 1953 bis 1954 diente Riedel als Stabschef der KVP-Dienststelle Potsdam. Im Anschluss an eine einjährige Tätigkeit im Stab der KVP wurde er von 1955 bis 1957 zum Studium an die Generalstabsakademie der UdSSR kommandiert.
Nach dem Abschluss des Studiums als Diplom-Militärwissenschaftler diente Riedel im Ministerium für Nationale Verteidigung als Stellvertreter des Chefs des Hauptstabes für Organisation, bevor er von 1960 bis 1967 die Funktionen des stellvertretenden Ministers für Nationale Verteidigung und Chef des Hauptstabes übernahm. Seine Ernennung zum Generalmajor erfolgte anlässlich des zehnten Jahrestages der Gründung der DDR am 7. Oktober 1959. Vier Jahre später wurde Riedel zum Generalleutnant befördert. Wegen mangelnder Durchsetzungsfähigkeit wurde er am 15. März 1967 durch Generaloberst Heinz Keßler ersetzt und auf den Posten eines Staatssekretärs und Leiters der Hauptverwaltung (Mobilmachungs-)Planung beim Vorsitzenden des Ministerrats der DDR abgeschoben. Sigfrid Riedel wurde am 1. Januar 1983 aus dem aktiven Dienst entlassen und lebte danach in Berlin.

## Auszeichnungen
- 1961 Vaterländischer Verdienstorden in Bronze, 1969 in Silber und 1976 in Gold
- 1975 Friedrich-Engels-Preis
- 1978 Scharnhorst-Orden
- 1983 Ehrenspange zum Vaterländischen Verdienstorden in Gold